# Источно питање
Источно питање, у европској историји, представља дипломатске и политичке проблеме које обухватају болесника са Босфора (Османско царство), јер му је моћ слабила из деценије у деценију. Ово слабљење је довело до јављања многих националних тензија (посебно на Балкану) и циља Руса да доминирају Балканом. Израз се не односи на један посебан проблем, већ укључује различита питања која су се јављала током 18, 19. и 20. вијека, укључујући и нестабилности на европским територијама Османског царства.
За почетак источног питања обично се узима 1774. година, када је окончан Руско-турски рат (1768—1774) поразом Османлија. Пошто су евроспке силе вјеровале да ће распад Османског царства бити неизбежан, ступиле су у борбу за заштиту својих војних, стратешких и комерцијалних интереса у областима Османског царства. Руска Империја је имала користи од распада Османског царства, док је став Аустроугарске и Уједињеног Краљевства био да је у њиховом најбољем интересу да се цјеловитост царства очува. Источно питање је остављено по страни послије Првог свјетског рата, а један од исхода рата је био слом и подјела Османског царства међу побједницима.

## Позадина
Источно питање се појавило када је снага Османског царства почела да опада током 18. вијека. Османлије су били на врхунцу своје моћи 1683. године, када су изгубиле битку код Беча од комбинованих снагама Пољске-литвански државне заједнице и Аустрије, под командом Јана III Собјеског. Примирје је настало много касније, 1699, Карловачким миром, које је натјерало Османског царства да уступи многе средњоевропске територије, укључујући и дијелове Угарске. Пошто је њено ширење на запад заустављено, Османско царство никада више представљало озбиљну претњу Аустрији, која је постала доминантна регионална сила у Европи. Источно питање више није покретано до руско-турских ратова у 18. вијеку.

## Наполеонова ера
Наполеонова ера (1799—1815) донела је извесно олакшање посрнулом Османском царству. То је ометало Русију у остварењу њених даљих циљева. Наполеон је напао Египат, али је његова војска је тамо остала заробљена када су Британци потопили француску флоту. У међувремену мир донесен 1803. године дозвољава повратак у Француску.
Да би осигурао своју доминацију Наполеон је успоставио савез са Русијом закључивањем Тилзитског мира 1807. Русија се обавезала да ће помоћи Наполеону у његовој борби против Британије; заузврат, Руска Империја ће добити османске територије Молдавије и Влашке. Ако Султан одбије да преда ове територије, Француска и Русија ће напасти царство, и османски поседи у Европи би требало да буду подељени између два савезника.
Наполеонов план је пријетио не само султану, него и Британији, Аустрији и Пруској, које је биле скоро немоћне пред таквим снажним савезом. Савез је доказао прилагодљивост Аустрије, која је мислила да би заједнички француско-руски напад, могао потпуно уништити Османско царство, могао спречити путем дипломатије, али ако би дипломатски пут био неуспешан, аустријски министар Клеменс Венцел фон Метерних би подржао поделу Османског царства — решење неповољно за Аустрију, али не толико опасно као потпуно руско преузимање југоисточне Европе.
До напада на царство није дошла, али до распада савеза састављеног у Тилзиту долази за вријеме Француске инвазије на Русију 1812. године. После Наполеоновог пораза од стране великих сила 1815, представници победника састали су се на Бечком конгресу, али нису успјели да предузму било какву акцију која би се односи на пропадање територијалног интегритета Османског царства. Овај пропуст, уз искључење султана из Свете алијансе, је интерпретирана од многих као подржавање става да је Источно питање било руско питање које се не тиче других европских држава.

## Српска револуција
Српска револуција се односи на националну и социјалну револуције српског народа између 1804 и 1815, током којих је Србија успела да у потпуности ослободи од Османског царства и постоје суверена европске националне државе. Термин је први употребио познати немачки историчар Леополд фон Ранке у својој књизи Die Serbische Revolution, која је објављена 1829. Ови догађаји су обељежили темељ модерне Србије. Док је прва фаза револуције (1804—1815) у ствари рат за независност, друга фаза (1815—1833) резултирала је званичном признавању српске државе од стране Порте.
Револуција је одржана по фазама: Први српски устанак (1804-13), под вођством Карађорђа Петровића; Хаџи-Проданова буна (1814); Други српски устанак (1815) под вођством Милоша Обреновића; и званично признање српске државе (1815—1833) од стране Порте.
Проглас (1809) од стране Карађорђа у главном граду Београду представља врхунац револуције. Он је позвао на јединство српског народа, наглашавајући значај слободе вероисповести, српске историје и формално, писана правила закона, које Османско царство није успјео да обезбједи. Он је такође позвао Србе да престану плаћати џизију Порти.

## Грчка револуција
Источно питање поново постаје актуелно када су Грци прогласили независност од Османског царства 1821. године. У то вријеме скован је израз „Источно питање“. Још од пораза Наполеона 1815, постојале су гласина да руски император жели да нападне Османско царство, а грчка револуција је тај напад чинила вјероватнијим. Британски министар спољних послова Роберт Стрјуарт и аустијски министар спољних послова Метерних су савјетовали руског императора Александра I да не улази у рат. Умјесто да одмах ријеши Источно питање и да помогне Грцима у њиховој борби Алексадар I се поколебао и на крају не успјева да преузме одлучну акцију.
Александрова смрт 1825 донео Николаја I на императорски престо Русије. Одлучио је да неће више толерисати преговоре и конференције, што је довело до интервенције у Грчкој. Британија се брзо укључила, намећући своју вољу новоформираној грчкој држави, спречавајући да постане потпуни руски вазал. Француска је такође признала независност Грцима, али Аустрија (даље забринут због руске експанзије) није. Увређени мјешања великих сила, турски султан Махмуд II, осудио је Русију као непријатеља ислама, што је навело Русију да објави рат 1828. Узнемирени Аустрија тражила је да се формира анти-руска коалиција, али њени покушаји били су узалудни.

## Младотурска револуција
Априла 1908. године, Комитет уједињења и напретка (познат и као Младотурци), политичка опозиција деспотској владавини султана Абдула Хамида II, повео је побуну против султана. Младотурци су свргнули султана јула 1909. године, постављајући на његово мјесто неефикасног Мехмеда V. Са овим почиње Друга уставна ера Османског царства.
У наредним годинама, биће покренуте разне уставне и политичке реформе, али се распад Османског царства наставио.

## Анексиона криза
У октобру 1908. године, Аустроугарским плановима за анексију Босне и Херцеговине успротивила се Србија, која је тражила помоћ Русије. Русија, међутим, није могла пружити помоћ, пораз у руско-јапанском рату ју је опустошио, а Њемачка је запријетила да ће подржати Аустроугарску у случају рата. Уједињено Краљевство и Француска, које нису директно забринуте због анексије, нису се мјешале. Усљед изостатка помоћи, Србија је била приморана да престане са својим противљењем анексији.